# 粒結節濱螺
粒結節濱螺
棲於潮間帶上部。素食動物。常藏於裂縫及石罅中。殼灰白色。螺層不清楚。